# Дерево Цоя
«Дерево Цоя» — ботанический памятник природы местного значения в Киеве. Растёт близ озера Тельбин в Днепровском районе. Экземпляр ивы возрастом 60 лет и высотой 18 м, дерево имеет три ствола, каждый диаметром более полуметра. Названа в честь музыканта, актёра и лидера группы «Кино» Виктора Цоя, который в июле 1986 года возле ивы снимался в фильме украинского режиссёра Сергея Лысенко «Конец каникул». Съёмки проходили через несколько недель после Чернобыльской катастрофы.
7 февраля 2020 года объявлено ботаническим памятником природы местного значения решением Киевского городского совета. Охранный статус предусматривает запрет на любую застройку, вырубку и даже санитарные обрезки. Авторами данного проекта решения стали депутаты Киевского горсовета Андрей Странников и Виталий Росляков. Андрей Странников отметил, что «для жителей Березняков и гостей микрорайона „Дерево Цоя“ — не просто зелёное насаждение, а своеобразная достопримечательность, историческая ценность, которую нужно сохранить».